# Jaime II de Inglaterra
Jaime II & VII (Londres, 14 de outubro de 1633 – Saint-Germain-en-Laye,  16 de setembro de 1701) foi o Rei da Inglaterra e Irlanda como Jaime II e Rei da Escócia como Jaime VII de 6 de fevereiro de 1685 até ser deposto na Revolução Gloriosa em dezembro de 1688 por sua filha Maria II e seu sobrinho Guilherme III & II.
Segundo filho do rei Carlos I, Jaime foi forçado a fugir da Inglaterra depois da deposição e execução de seu pai ao final da Guerra Civil Inglesa. Ele se refugiou primeiro na França e depois na Espanha, lutando no exército dos dois países até a restauração da monarquia em 1660 com seu irmão mais velho Carlos II. Jaime logo em seguida se casou com a comum Ana Hyde, convertendo-se alguns anos depois para o catolicismo junto com a esposa. Apesar do rei ter sido contra a conversão e ela ter sido inicialmente mantida em segredo, Carlos mesmo assim nomeou o irmão para vários cargos políticos e militares. Seu catolicismo foi descoberto em 1678 e Jaime foi forçado a fugir do país depois da resultante onda de histeria anticatólica, porém sua imagem foi restaurada alguns anos depois com a revelação de uma conspiração para assassinar ele o rei.
Carlos nunca teve filhos legítimos e assim Jaime ascendeu ao trono após a morte do irmão. No entanto, membros da elite política e religiosa anglicana suspeitavam cada vez mais que Jaime era pró-francês e pró-católico e também tramava se tornar um monarca absoluto. As tensões explodiram com o nascimento de seu herdeiro católico Jaime Francisco Eduardo e vários nobres convidaram seu genro e sobrinho protestante Guilherme III, Príncipe de Orange, para invadir a Inglaterra com um exército. Jaime fugiu para a França em dezembro 1688, considerando-se que assim havia abdicado do trono. Ele foi substituído por Guilherme e sua filha protestante Maria. Jaime fez uma grande tentativa para recuperar suas coroas ao desembarcar na Irlanda em 1689, porém voltou para a França depois da derrota das forças jacobitas na Batalha do Boyne em 1 de julho de 1690. Ele viveu o resto de sua vida como pretendente em uma corte patrocinada por seu primo e aliado, o rei Luís XIV da França.
Jaime é mais lembrado por suas disputas com o parlamento inglês e por suas tentativas de criar liberdade religiosa para católicos ingleses e não-conformistas protestantes contra os desejos do establishment anglicano. Entretanto, ele continuou com a perseguição dos covenanters presbiterianos na Escócia. O parlamento, se opondo ao crescimento do absolutismo que estava ocorrendo em outros países europeus, além da perda da supremacia legal da Igreja Anglicana, viu a oposição como um modo de preservar o que consideravam como liberdades tradicionais inglesas. Essa tensão fez o reinado de quatro anos de Jaime uma disputa pela supremacia entre o parlamento e a coroa, resultando na sua deposição, na aprovação da Declaração de Direitos de 1689 e a posterior sucessão hanoveriana.

## Início de vida

### Nascimento

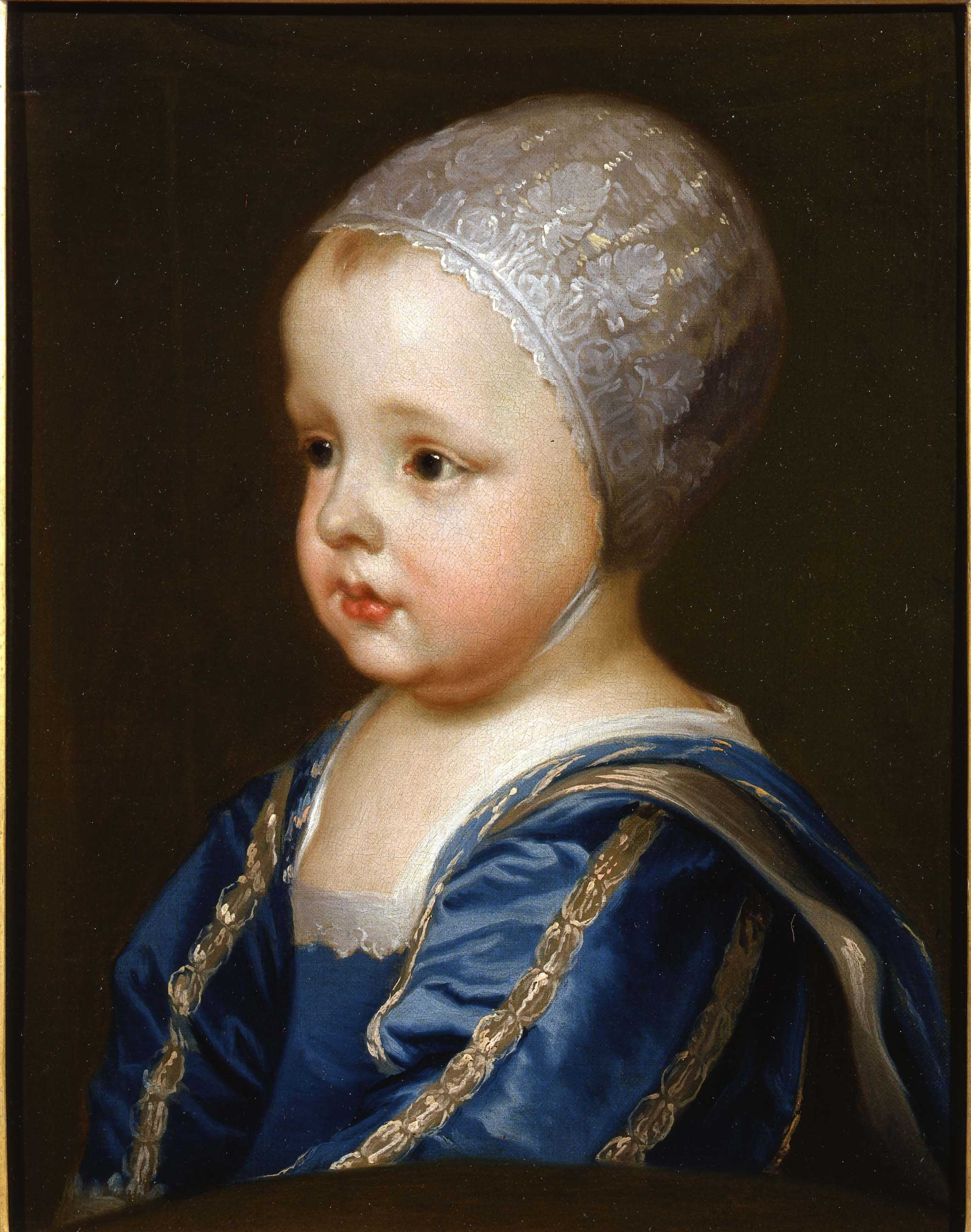
Jaime c. 1636, por Antoon van Dyck, na Royal Collection

Jaime nasceu no dia 14 de outubro de 1633 no Palácio de St. James, Londres, o segundo filho do rei Carlos I e sua esposa Henriqueta Maria da França. Foi batizado por Guilherme Laud, o Arcebispo da Cantuária. Ele foi educado por tutores junto com seu irmão Carlos, Príncipe de Gales, e os dois filhos de Jorge Villiers, 1.° Duque de Buckingham: Jorge e Francisco. Foi nomeado aos três anos de idade como Lorde Grande Almirante; a posição era inicialmente honorária, porém tornaria-se um cargo ativo após a Restauração.

### Guerra civil
Jaime foi investido um Cavaleiro da Jarreteira em 1642, sendo criado formalmente Duque de Iorque em 22 de janeiro de 1644. Jaime permaneceu no território realista de Oxford enquanto as crescentes disputas de Carlos I com o parlamento inglês levavam à Guerra Civil Inglesa. Os líderes do parlamento ordenaram que o duque fosse confinado no Palácio de St. James após a rendição da cidade em 1646 no Cerco de Oxford. Ele escapou em 1648 com a ajuda de José Bampfield, fugindo disfarçado até Haia. Seu pai foi executado pelos rebeldes em janeiro de 1649 e os monarquistas proclamaram o irmão de Jaime como o rei Carlos II da Inglaterra. Carlos II foi reconhecido pelos parlamentos da Escócia e Irlanda, sendo coroado Rei da Escócia em 1651. Apesar de ter sido proclamado rei em Jersey, Carlos não conseguiu conquistar a coroa inglesa e acabou fugindo para a França em exílio enquanto a Inglaterra tornou-se uma república.

### Exílio na França
Jaime procurou refúgio na França como seu irmão, servindo no exército francês sob o comando do marechal Henri de La Tour d'Auvergne, Visconde de Turenne, durante a Fronda e depois contra os espanhóis. Ele teve sua primeira verdadeira experiência em batalha no exército francês onde, de acordo com um observador, "se aventurou e galantemente avançou onde qualquer coisa precisava ser feita". Jaime foi expulso do país em 1656 quando Carlos fez uma aliança com a Espanha – inimiga da França – sendo forçado a deixar o exército de Turenne. Ele brigou com o irmão sobre a escolha diplomática da Espanha sobre a França. Exilados e pobres, havia pouco que os irmãos pudessem fazer sobre sua situação política, e Jaime acabou viajando para Bruges e, junto com seu irmão mais novo Henrique, Duque de Gloucester, entrou no exército espanhol sob Luís II de Bourbon, Príncipe de Condé, lutando contra seus antigos camaradas franceses na Batalha das Dunas. Durante seu serviço pela Espanha, Jaime ficou amigo de dois irmãos irlandeses católicos no séquito real, Pedro e Ricardo Talbot, afastando-se um pouco dos conselheiros anglicanos de Carlos. Os franceses e espanhóis chegaram a uma paz em 1659. Ele considerou aceitar uma oferta espanhola para ser almirante na marinha já que duvidava das chances de seu irmão de reconquistar o trono inglês. Ele acabou recusando; no ano seguinte a situação na Inglaterra mudou e Carlos foi proclamado rei.

## Restauração

### Primeiro casamento

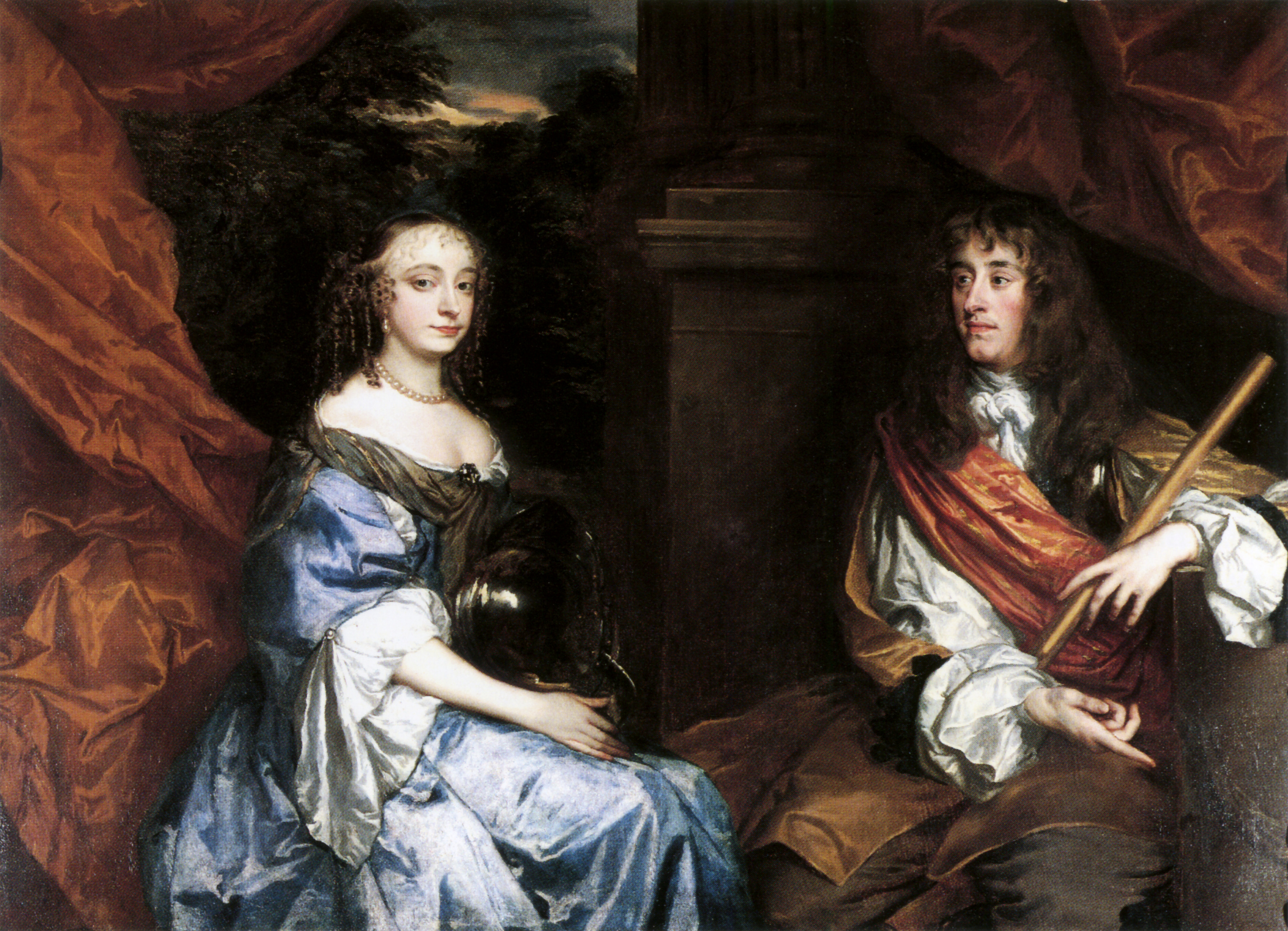
Ana Hyde e Jaime c. 1660, por Peter Lely, na National Portrait Gallery

Carlos foi restaurado no trono da Inglaterra, Escócia e Irlanda após a renuncia de Richard Cromwell ao posto de Lorde Protetor em 1659 e o subsequente colapso da Comunidade da Inglaterra no ano seguinte. Apesar de Jaime ser o herdeiro presuntivo, parecia improvável que ele herdaria a coroa já que o irmão ainda era jovem e capaz de procriar. Após a restauração Jaime recebeu o título de Duque de Albany na Escócia em 31 de dezembro de 1660. Ele promoveu uma imediata controvérsia ao voltar para a Inglaterra quando anunciou seu noivado com Ana Hyde, filha de Eduardo Hyde, o principal ministro do rei. Jaime prometeu se casar com ela em 1659 enquanto tentava seduzi-la. Ana engravidou em 1660, porém ninguém esperava que um príncipe se casasse com uma comum depois da Restauração, não importando quais promessas haviam sido feitas. Apesar de praticamente todos, incluindo o pai de Ana, terem implorado para que não se casassem, eles casaram secretamente e depois passaram por uma cerimônia de matrimônio oficial em 3 de setembro de 1660. O primeiro filho, Carlos, nascido menos de dois meses depois morreu na infância assim como outros cinco filhos e filhas. Apenas duas filhas chegaram na idade adulta: Maria (nascida em 1662) e Ana (nascida em 1665). Samuel Pepys, um funcionário público, escreveu que Jaime gostava de seus filhos e seu papel como pai, brincando com eles "como um pai ordinário e privado de uma criança", um contraste a parentalidade distante comum entre a realeza da época. Ana era devota ao marido e o influenciava em muitas decisões. Ele mesmo assim manteve várias amantes, incluindo Arabella Churchill, Lady Margaret Denham e Catherine Sedley. Ana sofria de câncer de mama e morreu em 1671 aos 34 anos depois do nascimento de sua última filha.

### Cargos militares e políticos

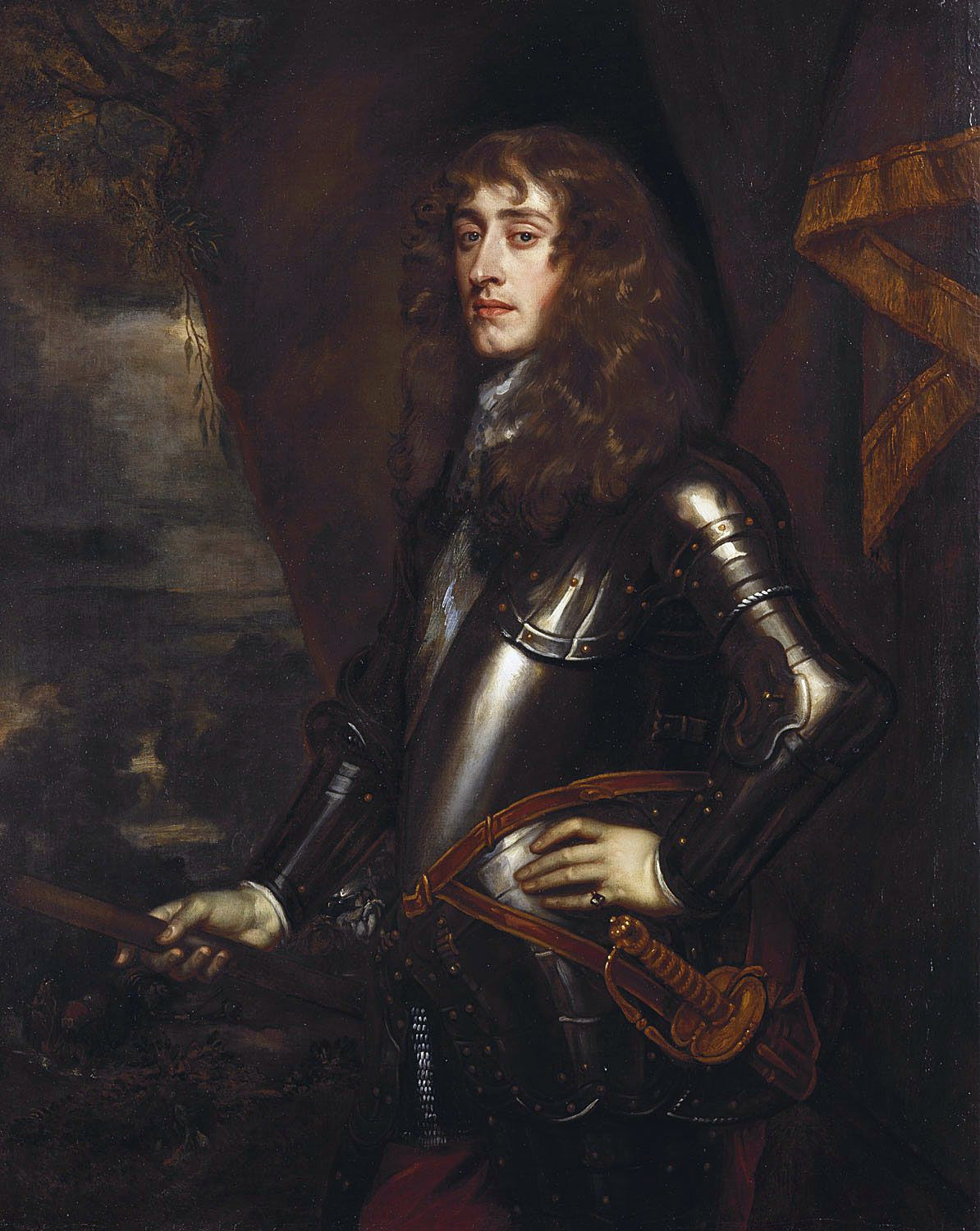
Jaime c. 1665, por Peter Lely, na Royal Collection

Jaime foi confirmado após a Restauração como Lorde Grande Almirante, um cargo que carregava as nomeações subsidiárias de Governador de Portsmouth e Lorde Protetor dos Cinque Ports. Ele comandou a Marinha Real durante a Segunda e Terceira Guerra Anglo-Holandesa. Jaime supervisionou em 1667 o levantamento e refortificação da costa sul depois da Batalha de Medway. O cargo, combinado com suas rendas vindas de impostos de correios e vinhos (garantidos a ele por Carlos após a Restauração), deram ao duque dinheiro suficiente para manter uma criadagem considerável.
Carlos deu a Jaime em 1664 os territórios norte-americanos situados entre os rios Delaware e Connecticut. Depois de serem capturados por tropas inglesas, os antigos territórios holandeses dos Novos Países Baixos e seu principal porto, Nova Amsterdã, foram renomeados para Província e Cidade de Nova Iorque em homenagem a Jaime. O duque, depois de suas fundações, deu parte da colônia aos proprietários Jorge Carteret e João Berkeley. Forte Orange, localizado 240 quilômetros ao norte do rio Hudson, foi renomeado para Albany em homenagem ao seu título escocês. Se tornou governador da Companhia da Baía de Hudson em 1683, porém não assumiu papel ativo na administração. Jaime também comandou a Real Companhia Africana, uma empresa de comércio de escravos.
Em setembro de 1666, Carlos o colocou no comando das operações de combate aos incêndios após o Grande Incêndio de Londres por causa da falta de ação por parte do Lorde Prefeito sir Tomás Bloodworth. Este não era um cargo político, porém suas ações e liderança foram notáveis. "O Duque de Iorque tem conquistado o coração das pessoas com suas dores contínuas e incansáveis dia e noite para ajudar a apagar o fogo", escreveu uma testemunha em 8 de setembro.

### Conversão ao catolicismo

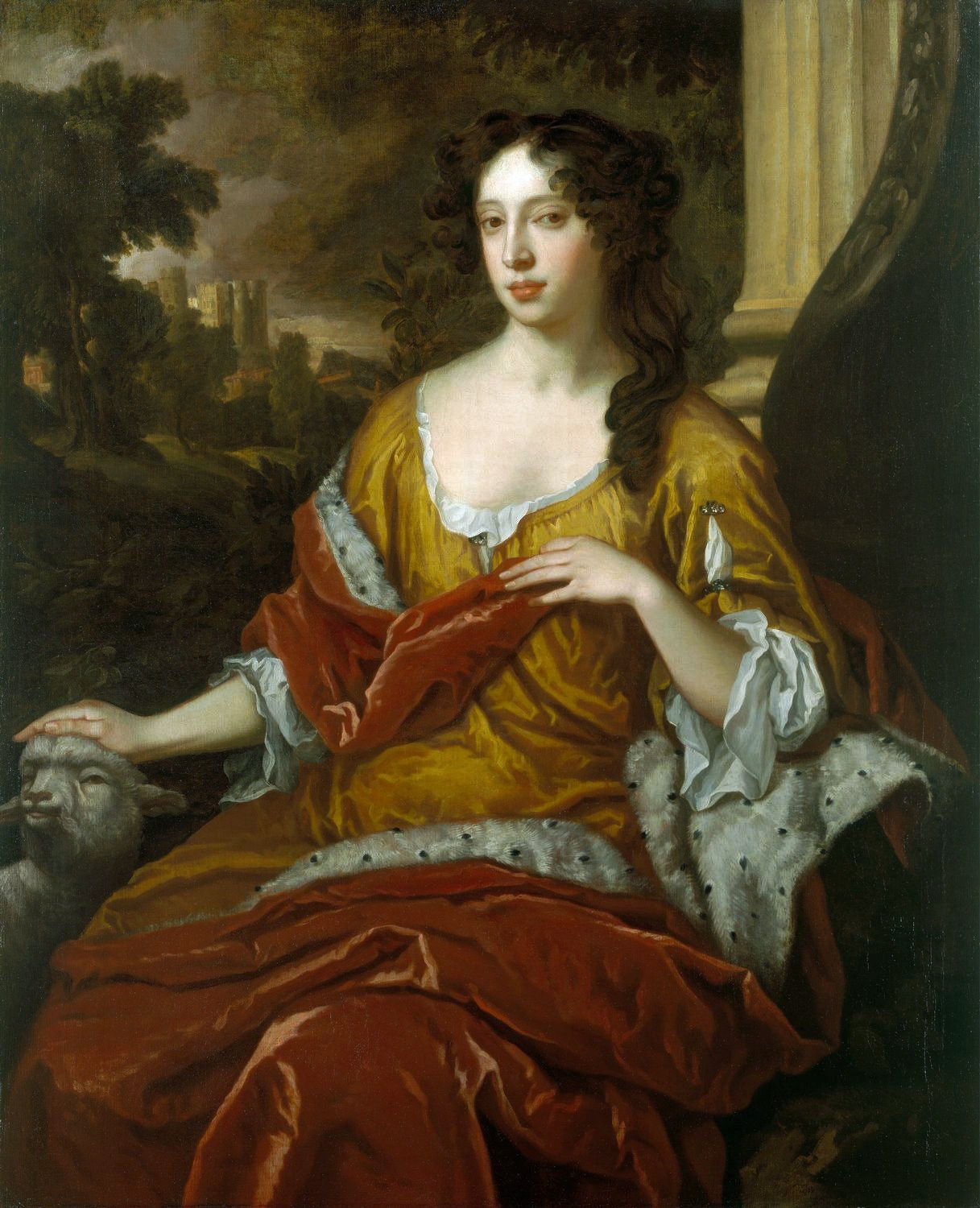
Maria de Módena c. 1675–1680, por Peter Lely, na Royal Collection

O tempo que Jaime passou na França o expôs às crenças e cerimônias do catolicismo; ele e sua esposa Ana ficaram atraídos por essa fé. Ele tomou a eucaristia na Igreja Católica em 1668 ou 1669, apesar da conversão ter sido mantida em segredo e ele continuou a comparecer a serviços anglicanos até 1676. Jaime mesmo assim continuou a se associar principalmente com anglicanos, incluindo João Churchill e Jorge Legge, além de protestantes franceses como Luís de Duras, 2.º Conde de Feversham.
O crescente temor de uma influência católica na corte inglesa levou o parlamento da Inglaterra a apresentar um novo Ato de Prova em 1673. Sob esse ato, todos os oficiais militares e civis precisavam prestar juramento em que eram obrigados a repudiar a doutrina da transubstanciação e denunciar certas práticas da Igreja Católica como sendo supersticiosas e idolátricas, além de receber a eucaristia sob os auspícios da Igreja Anglicana. Jaime se recusou a realizar as duas ações, preferindo renunciar ao posto de Lorde Grande Almirante. Sua conversão ao catolicismo assim se tornou pública.
Carlos foi contra a conversão, ordenando que as filhas de Jaime, Maria e Ana, fossem criadas como protestantes. Mesmo assim ele permitiu que o irmão se casasse com a católica Maria de Módena, uma princesa italiana de quinze anos de idade. Jaime e Maria se casaram por procuração em uma cerimônia católica no dia 20 de setembro de 1673. Maria chegou na Inglaterra em 21 de novembro e Nataniel Crew, o Bispo de Oxford, realizou uma breve cerimônia anglicana que apenas reconheceu o casamento católico. Muitos britânicos, desconfiados do catolicismo, consideravam a nova Duquesa de Iorque e Albany como uma agente do papa.

### Crise da Exclusão

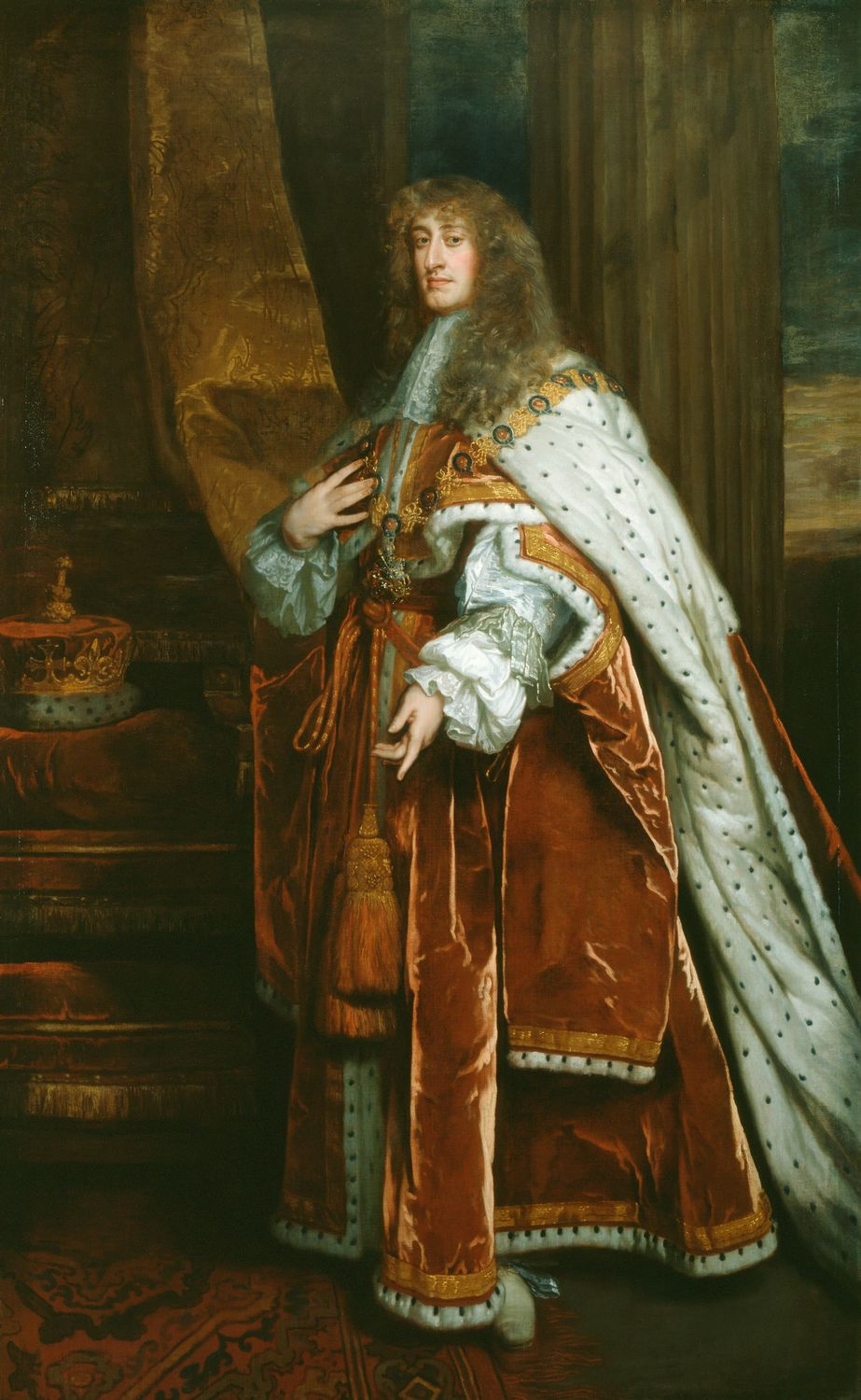
Jaime c. 1670 por Peter Lely, na Royal Collection

Jaime aceitou relutantemente em 1677 o casamento de sua filha Maria com o protestante Guilherme III, Príncipe de Orange (que também era seu sobrinho, filho de sua irmã Maria, Princesa Real), cedendo depois de Carlos e Guilherme terem concordado com a união. Persistiram os temores de uma potencial monarquia católica mesmo com o casamento protestante, intensificados pelo fato de Carlos e sua esposa Catarina de Bragança não conseguirem ter filhos. Tito Oates, um clérigo anglicano destituído, falou de um "Complô Papista" para assassinar Carlos e colocar Jaime no trono, criando uma onda de histeria anticatólica por todo o país.
Na Inglaterra, Antônio Ashley Cooper, 1.º Conde de Shaftesbury, ex-ministro do governo e um dos principais oponentes do catolicismo, tentou excluir Jaime da linha de sucessão. Alguns membros do parlamento até propuseram que a coroa passasse para o filho ilegítimo de Carlos, Jaime Scott, 1.º Duque de Monmouth. Carlos dissolveu o parlamento em 1679 por causa do perigo da aprovação do Projeto de Lei da Exclusão. Outros dois parlamentos foram eleitos em 1680 e 1681, porém foram dissolvidos pelo mesmo motivo. A crise contribuiu para o desenvolvimento do sistema de dois partidos: os Whigs apoiavam o projeto, enquanto os Tories eram contra. A sucessão permaneceu inalterada, mas Jaime foi convencido a sair de órgãos políticos e aceitar um papel menor no governo.
Jaime foi para Bruxelas por ordens do rei. Foi nomeado Lorde Grande Comissário da Escócia em 1680 e passou a residir no Palácio de Holyrood, Edimburgo, para supervisionar o governo. Ele voltou para a Inglaterra quando Carlos ficou doente e aparentemente próximo da morte. A histeria das acusações eventualmente dissipou, porém a relação de Jaime com os parlamentares, incluindo Tomás Osborne, Conde de Danby, um ex-aliado, foram permanentemente danificadas e um grande segmento se voltou contra ele.

### Reparo da imagem
Foi descoberto em 1683 um complô para assassinar Carlos e Jaime e iniciar uma revolução republicana para restabelecer um governo no estilo cromweliano. A conspiração, conhecida como "Complô da Casa de Centeio", saiu pela culatra e atingiu seus conspiradores, provocando uma onda de simpatia pelo rei e o duque. Vários Whigs foram implicados, incluindo Jaime Scott e Artur Capell, 1.º Conde de Essex. O primeiro inicialmente confessou cumplicidade no complô, implicando outros conspiradores, porém depois voltou atrás. Capell cometeu suicídio e Scott, junto com muitos outros, foi obrigado a fugir para o continente em exílio. Carlos reagiu ao complô aumentando a repressão contra Whigs e dissidentes. Aproveitando a nova popularidade de Jaime, o rei o convidou para voltar ao conselho privado em 1684.

## Reinado

### Ascensão

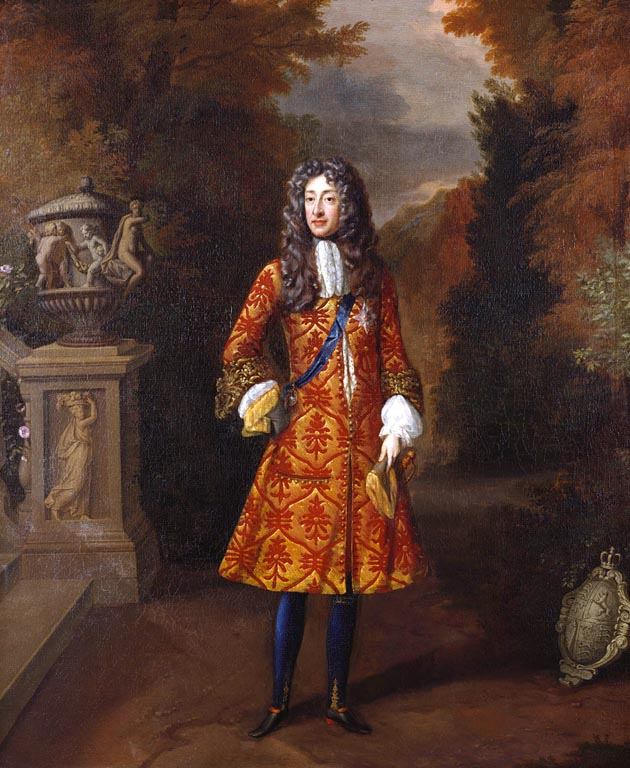
Jaime em 1685, por Ann Killigrew, na Royal Collection

Carlos morreu em 6 de fevereiro de 1685. Como não tinha nenhum herdeiro legítimo, foi sucedido pelo irmão que reinou na Inglaterra e Irlanda como Jaime II e na Escócia como Jaime VII. Houve pouca oposição inicial a sua ascensão, com vários relatos de grande júbilo público pela sucessão pacífica. Jaime queria seguir rapidamente com a coroação, sendo coroado junto com Maria de Módena no dia 23 de abril na Abadia de Westminster. O novo parlamento que se reuniu em maio de 1685, que acabou por ganhar o nome de "Parlamento Leal", era inicialmente favorável ao novo rei e ele espalhou a notícia que até mesmo os antigos exclusivistas seriam perdoados se aceitassem seu reinado. A maioria dos oficiais de Carlos continuaram em seus cargos, as exceções sendo as promoções dos cunhados de Jaime, Henrique e Lourenço Hyde, respectivamente os condes de Clarendon e Rochester, e o rebaixamento de Jorge Savile, 1.º Marquês de Halifax. O parlamento deu ao rei uma generosa pensão, incluindo todas as receitas de certos impostos e os direitos aduaneiros. Jaime trabalhou mais arduamente como rei que seu irmão, porém estava menos disposto a fazer concessões quando seus conselheiros discordavam.

### Duas rebeliões
Jaime enfrentou pouco depois de ascender ao trono uma rebelião no sul do Inglaterra liderada por seu sobrinho Jaime Scott, e outra na Escócia comandada por Arquibaldo Campbell, 9.º Conde de Argyll. Os dois começaram suas expedições vindos da República dos Países Baixos, onde Guilherme III havia negligenciado prendê-los ou impedir seus esforços de recrutamento. Ao chegar na Escócia, Campbell pegou recrutas principalmente de seu próprio clã, o Campbell. A rebelião foi rapidamente esmagada e Campbell foi capturado em Inchinnan no dia 18 de junho de 1685. Ele nunca realmente foi uma ameaça a Jaime já que chegou com menos de trezentos homens e foi incapaz de convencer mais a se juntarem. Campbell foi levado como prisioneiro até Edimburgo. Um novo julgamento não foi necessário porque ele anteriormente havia sido julgado e sentenciado a morte. O rei confirmou a sentença anterior e ordenou que fosse realizada em até três dias depois da confirmação.

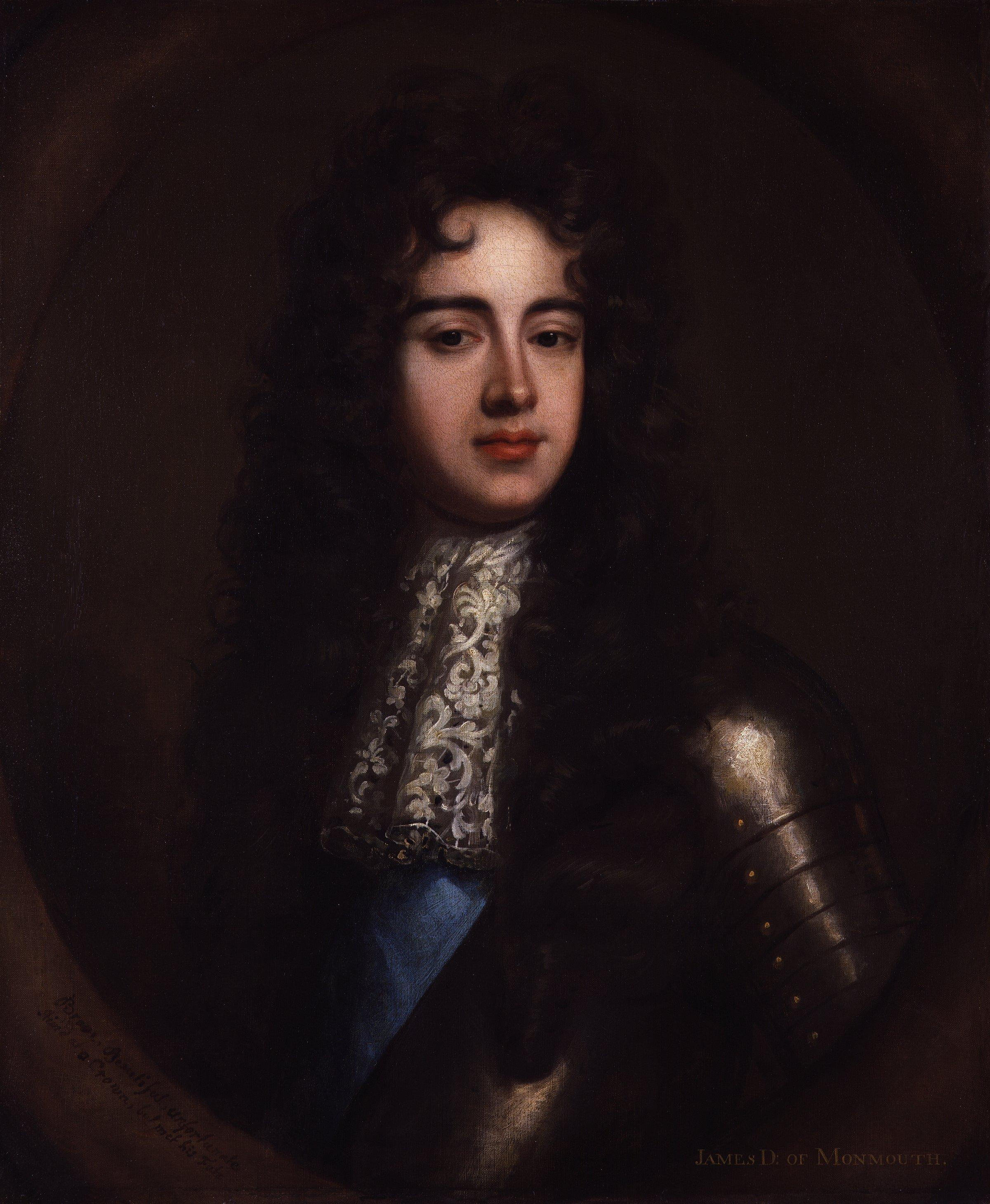
Jaime Scott c. 1683, por Willem Wissing, na National Portrait Gallery

A rebelião de Scott foi coordenada com a de Campbell, porém foi mais ameaçadora a Jaime. Scott havia se proclamado rei em Lyme Regis no dia 11 de junho. Ele tentou conseguir recrutas, porém foi incapaz de reunir rebeldes suficientes para derrotar o pequeno exército real de prontidão. A rebelião atacou as forças do rei durante a noite em uma tentativa de surpresa, porém foi derrotada na Batalha de Sedgemoor. As forças de Jaime, lideradas por Luís de Duras e João Churchill, rapidamente dispersaram os mal preparados rebeldes. Scott foi capturado e executado na Torre de Londres em 15 de julho. Os juízes reais, mais notavelmente Jorge Jeffreys, condenaram muitos dos rebeldes a deportação e trabalho escravo nas Índias Ocidentais em uma série de julgamentos que ficaram conhecidos como "Inquéritos Sangrentos". Por volta de 250 rebeldes foram executados. Jeffreys intimidou testemunhas e jurados, xingando suas vítimas, exultando sobre eles e dando culpa ao benefício de toda dúvida exceto quando um substancial suborno havia sido pago. Jaime não fez nenhum esforço para verificar as brutalidades, dando um pariato a Jeffreys e o nomeando Lorde Chanceler em 6 de setembro de 1686. Apesar das duas rebeliões terem sido derrotadas com facilidade, elas endureceram a determinação de Jaime contra seus inimigos e aumentou suas suspeitas dos holandeses.

### Liberdade religiosa
Jaime procurou expandir o exército permanente para se proteger de outras rebeliões. Isso alarmou seus súditos, não apenas por causa dos problemas que os soldados causavam nas cidades, mas também porque era contra a tradição inglesa manter um exército profissional em tempos de paz. Ainda mais alarmante era o uso que fazia da prerrogativa real para permitir que católicos comandassem vários regimentos sem prestar o juramento previsto no Ato de Prova. Quando o anteriormente favorável parlamento foi contra essas medidas, Jaime suspendeu a sessão em novembro de 1685 e passou a reinar sem parlamento. Dois papéis foram encontrados em uma caixa forte no armário de Carlos no começo de 1686, escritos pelo próprio rei, listando argumentos para o catolicismo sobre o protestantismo. Jaime publicou esses papéis com uma declaração assinada com sua assinatura real, desafiando o Arcebispo da Cantuária e todo o banco episcopal anglicano a refutar os argumentos de Carlos: "Deixe-me ter uma resposta sólida, e em estilo cavalheiresco; e isso pode ter o efeito que vocês tanto desejam de levar-me para a sua igreja". O arcebispo recusou em respeito ao falecido rei.

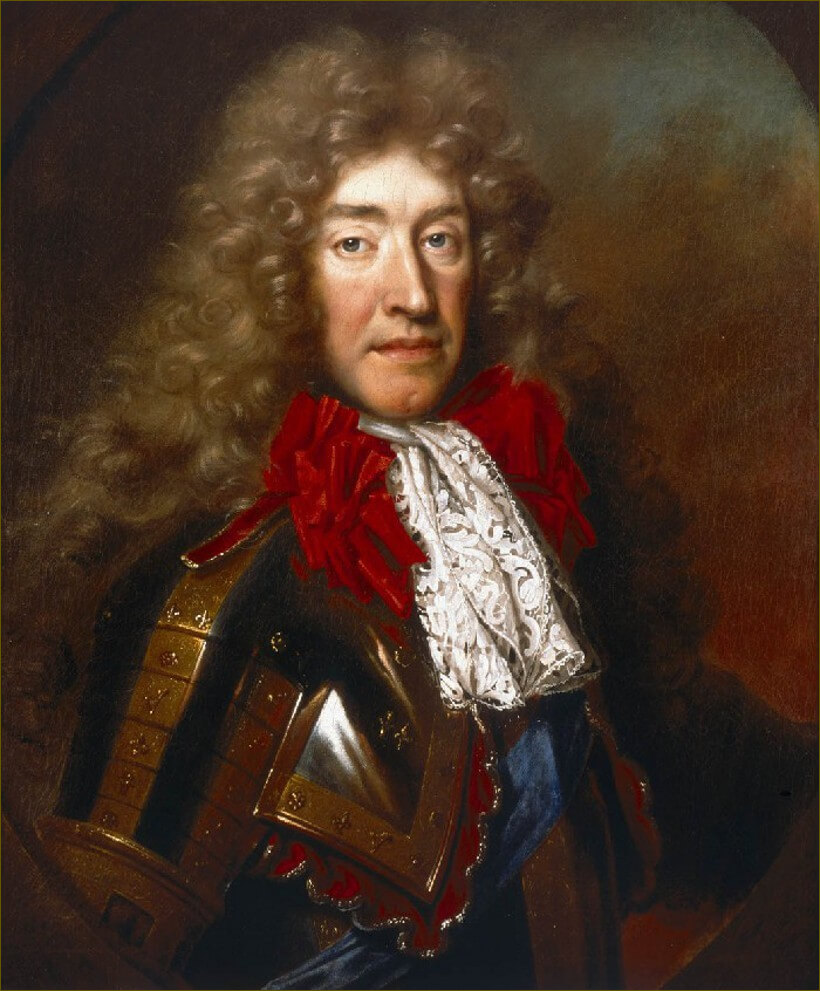
Jaime c. 1686, por Nicolas de Largillière, no National Maritime Museum

O monarca era a favor da revogação das leis penais em seus três reinos, porém nos primeiros anos de reinado ele não permitiu que dissidentes recebessem amparo se não tivessem pedido antes. O rei enviou uma carta ao parlamento escocês em sua abertura em 1685, declarando seu desejo por novas leis penais contra presbiterianos refratários e lamentou que não podia estar presente em pessoa para defendê-las. Em resposta, o parlamento aprovou um ato afirmando que "aquele que pregar em uma conventículo sob um telhado, ou compareça, tanto como pregador ou ouvinte, um conventículo ao ar livre, deve ser punido com a morte e confisco de propriedades". Jaime enviou uma carta ao conselho privado escocês em março do ano seguinte defendendo a tolerância aos católicos, mas que a perseguição a presbiterianos covenanters continuasse, convocando seus membros a Londres quando se recusaram a aceitar seus desejos. Os conselheiros explicaram que iriam conceder alívio aos católicos se uma medida similar fosse dada aos presbiterianos e se o rei prometesse não fazer nada para danificar a religião protestante. Jaime concordou até certo ponto em um alívio aos presbiterianos, porém não com a tolerância completa que queria aos católicos, declarando que uma religião protestante era falsa e que não prometeria não prejudicar uma religião falsa.
Jaime permitiu que católicos ocupassem os mais altos cargos dos reinos, recebendo em sua corte Ferdinando d'Adda, núncio papal, o primeiro representante de Roma em Londres desde o reinado de Maria I mais de um século antes. Eduardo Petre, o confessor jesuíta do rei, era um alvo em particular da ira protestante. Jaime começou a perder a confiança de muitos de seus apoiadores anglicanos quando o secretário de estado Roberto Spencer, 2.º Conde de Sunderland, começou a substituir funcionários da corte por favoritos católicos. O expurgo de Spencer chegou até aos cunhados anglicanos do rei e seus apoiadores. Os católicos formavam não mais que um quinto da população inglesa. Jaime procurou obter uma decisão das cortes comuns inglesas em maio de 1686 que mostrava que seus poderes para dispensar atos parlamentares eram legais. Ele dispensou juízes que eram contra ele nessa questão, incluindo o procurador-geral Heneage Finch, 1.º Conde de Aylesford. O caso, Godden v. Hales, afirmou seu poder, com onze dos doze juízes votando a favor.
Ele publicou em 1687 a Declaração de Indulgência, também conhecida como a Declaração pela Liberdade de Consciência, em que usava seu poder de dispensa para negar o efeito das leis punindo católicos e dissidentes protestantes. O rei tentou ganhar apoio para sua política de tolerância ao viajar pelo leste da Inglaterra discursando. Como parte da viagem, ele discursou em Chester dizendo "suponham ... que seja feita uma lei em que todos os homens negros fossem aprisionados, não seria razoável e temos tão poucas razões para discutir com outros homens por sermos de diferentes opiniões [religiosas] do que por sermos de diferentes compleições". Na mesma época, Jaime proveu tolerância parcial na Escócia, usando seu poder de dispensar para dar total alívio aos católicos e alívio parcial aos presbiterianos.

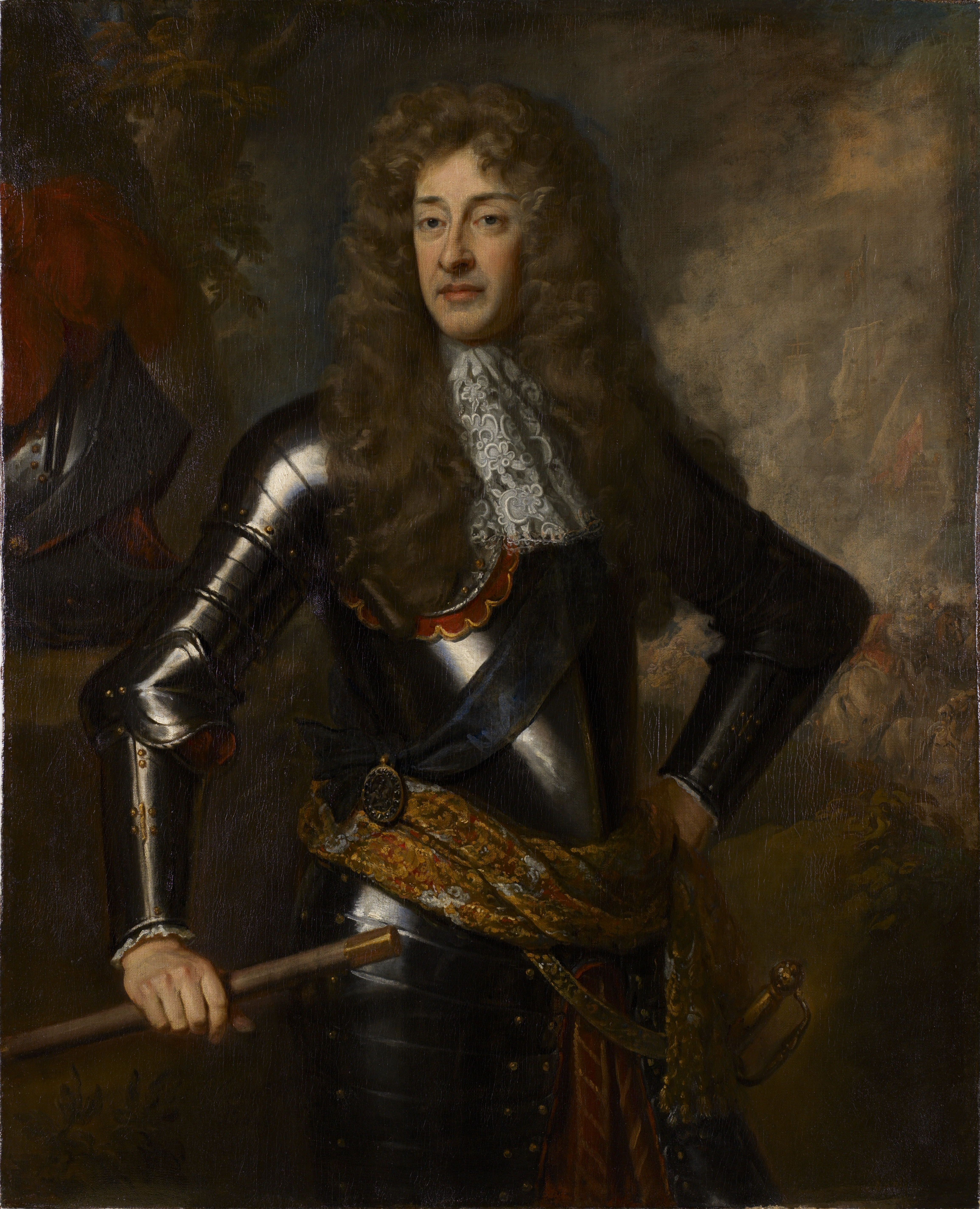
Jaime por Godfrey Kneller, na Goverment Art Collection

O rei ordenou em 1688 que a declaração fosse lida nos púlpitos de todas as igrejas anglicanas, alienando ainda mais os bispos contra ele. Apesar da declaração ter provocado alguns agradecimentos vindos de católicos e dissidentes, ela deixou a Igreja da Inglaterra, tradicional aliada do monarca, na difícil posição de ser forçada a erodir seus próprios privilégios. Jaime provocou mais oposição quando tentou reduzir o monopólio anglicano na educação. Ele ofendeu anglicanos na Universidade de Oxford ao permitir que católicos ocupassem cargos na Christ Church e University College, duas das maiores faculdades de Oxford. Jaime também tentou forçar os Companheiros Protestantes do Magdalen College a elegerem presidente Antônio Farmer, um homem de reputação ruim que também acreditava-se ser católico, uma violação do código dos Companheiros de eleger um candidato de sua escolha.
Jaime preparou-se em 1687 para encher o parlamento com seus apoiadores e assim revogar os Atos de Prova e as leis penais. Ele ficou convencido por discursos de dissidentes que tinha seu apoio e poderia não mais precisar dos Tories e anglicanos. O rei instituiu um grande expurgo daqueles em cargos sob a coroa que eram contra seu plano, nomeando novos lordes-tenente e remodelando as corporações governando cidades e companhias de libré. Jaime deu ordens em outubro para que os lordes-tenente nas províncias fizessem três perguntas padrões para todos os membros da Comissão da Paz: 1. Eles concordaram com a revogação dos Atos de Prova e as leis penais? 2. Eles ajudariam candidatos a fazer isso? 3. Eles aceitariam a Declaração de Indulgência? Centenas responderam as perguntas de forma hostil durante os três primeiros meses de 1688 e foram dispensados. Corporações foram expurgadas por agentes, conhecidos como reguladores, que receberam grandes poderes discricionários na tentativa de criar uma máquina eleitoral permanentemente real. A maioria dos reguladores eram batistas e os novos oficiais das cidades que recomendavam incluíam batistas, quakers, congregacionalistas, presbiterianos e católicos, além de poucos anglicanos. Finalmente, em 24 de agosto de 1688, Jaime ordenou a publicação de mandatos para uma eleição geral. Porém, percebendo em setembro que Guilherme iria invadir a Inglaterra, o rei retirou os mandatos e escreveu aos lordes-tenente para inquerir sobre alegações de abusos cometidas durante as regulações e preparações para a eleição como parte das concessões que havia feito para ganhar apoio.

## Revolução Gloriosa

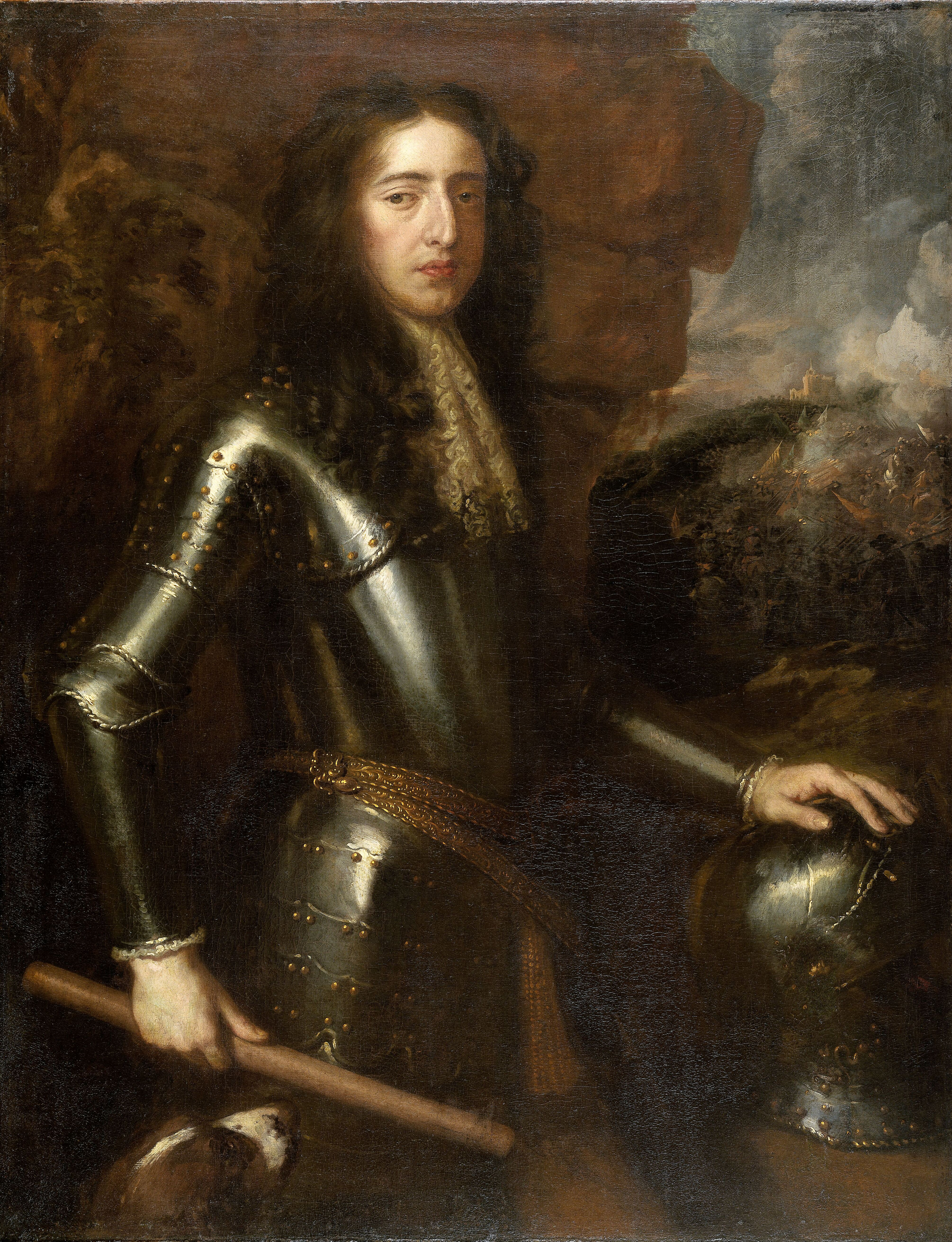
Guilherme III, Príncipe de Orange, c. 1688–1689, por Willem Wissing, no Rijksmuseum

O rei republicou a Declaração de Indulgência em abril de 1688, subsequentemente ordenando que clérigos anglicanos a lessem em suas igrejas. Quando sete bispos, incluindo o Arcebispo da Cantuária, submeteram uma petição pedindo a reconsideração das políticas religiosas reais, eles foram presos e julgados por difamação sediciosa. O alarme público cresceu quando a rainha Maria de Módena deu à luz um herdeiro católico, Jaime Francisco Eduardo, no dia 10 de junho. Enquanto suas únicas possíveis sucessoras eram suas duas filhas protestantes, Maria e Ana, os anglicanos viam suas políticas pró-católicas como um fenômeno temporário, porém o nascimento do príncipe abria a possibilidade de uma dinastia católica permanente; era necessário reconsiderar suas posições. Ameaçados com uma sucessão católica, vários protestantes influentes afirmaram que a criança era "supositícia" e que havia sido levada ao quarto da rainha dentro de uma panela. Eles já haviam entrado em negociações com Guilherme quando Maria de Módena havia engravidado, com o nascimento de Jaime Francisco Eduardo reforçando suas convicções.

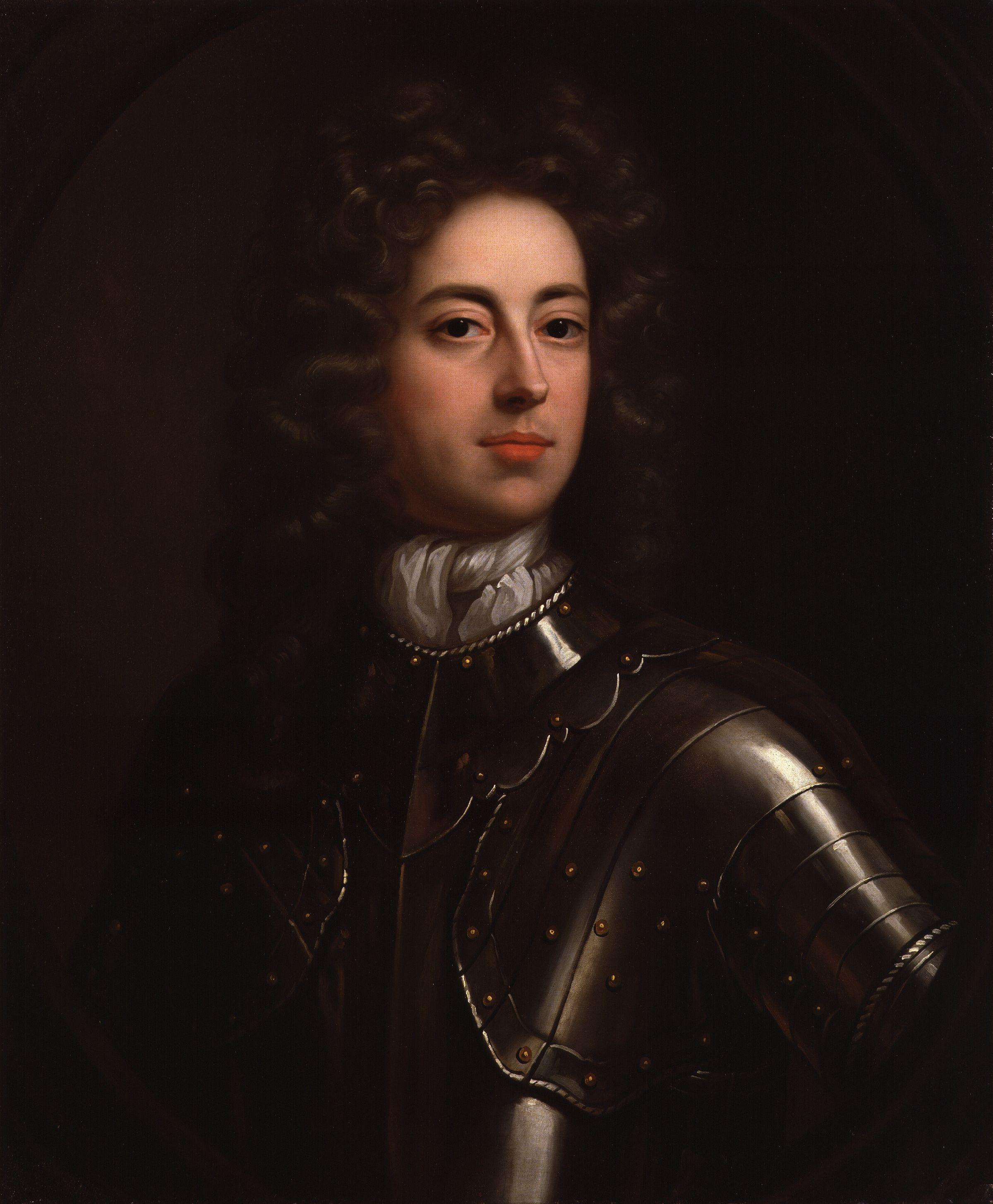
João Churchill c. 1685–1690, por John Closterman, na National Portrait Gallery

Um grupo de sete nobres protestantes convidaram Guilherme por carta em 30 de junho de 1688 a invadir a Inglaterra com um exército. Ficou claro em setembro que o Príncipe de Orange pretendia invadir. Jaime, acreditando que seu próprio exército seria adequado, recusou a ajuda de Luís XIV da França, temendo que os ingleses seriam contra a assistência francesa. Quando Guilherme desembarcou no dia 5 de novembro de 1688, muitos oficiais protestantes deserdaram Jaime, como João Churchill, além de sua própria filha Ana e seu marido Jorge da Dinamarca. O rei perdeu a coragem e não quis atacar o exército invasor, apesar de sua superioridade numérica. Jaime tentou fugir para a França em 11 de dezembro, supostamente jogando o Grande Selo do Reino no rio Tâmisa. Ele acabou sendo capturado em Kent; mais tarde foi solto e colocado sob a proteção de guardas holandeses. Guilherme, não querendo que Jaime se tornasse um mártir, deixou que ele escapasse até a França em 23 de dezembro.
Guilherme reuniu um Parlamento de Convenção no ano seguinte para decidir como lidar com a fuga de Jaime. Apesar do parlamento se recusar a depô-lo, eles declararam que o rei, tendo fugido para a França e jogado o Grande Selo no Tâmisa, tinha efetivamente abdicado e que, assim sendo, o trono estava vago. Para preencher a vacância, Maria, a filha mais velha de Jaime, foi declarada rainha; ela governaria juntamente com seu marido Guilherme, que também seria rei. O parlamento escocês declarou em 11 de abril de 1689 que Jaime havia abandonado o trono. O parlamento inglês aprovou a Declaração de Direitos de 1689 que denunciava Jaime por seus abusos no poder. Os abusos acusados incluíam a suspensão dos Atos de Prova, a acusação contra os sete bispos por meramente peticionar a coroa, o estabelecimento de um exército permanente e a imposição de punições cruéis. A declaração também afirmou que nenhum católico poderia ascender ao trono e que nenhum monarca inglês poderia se casar com um católico.

## Últimos anos

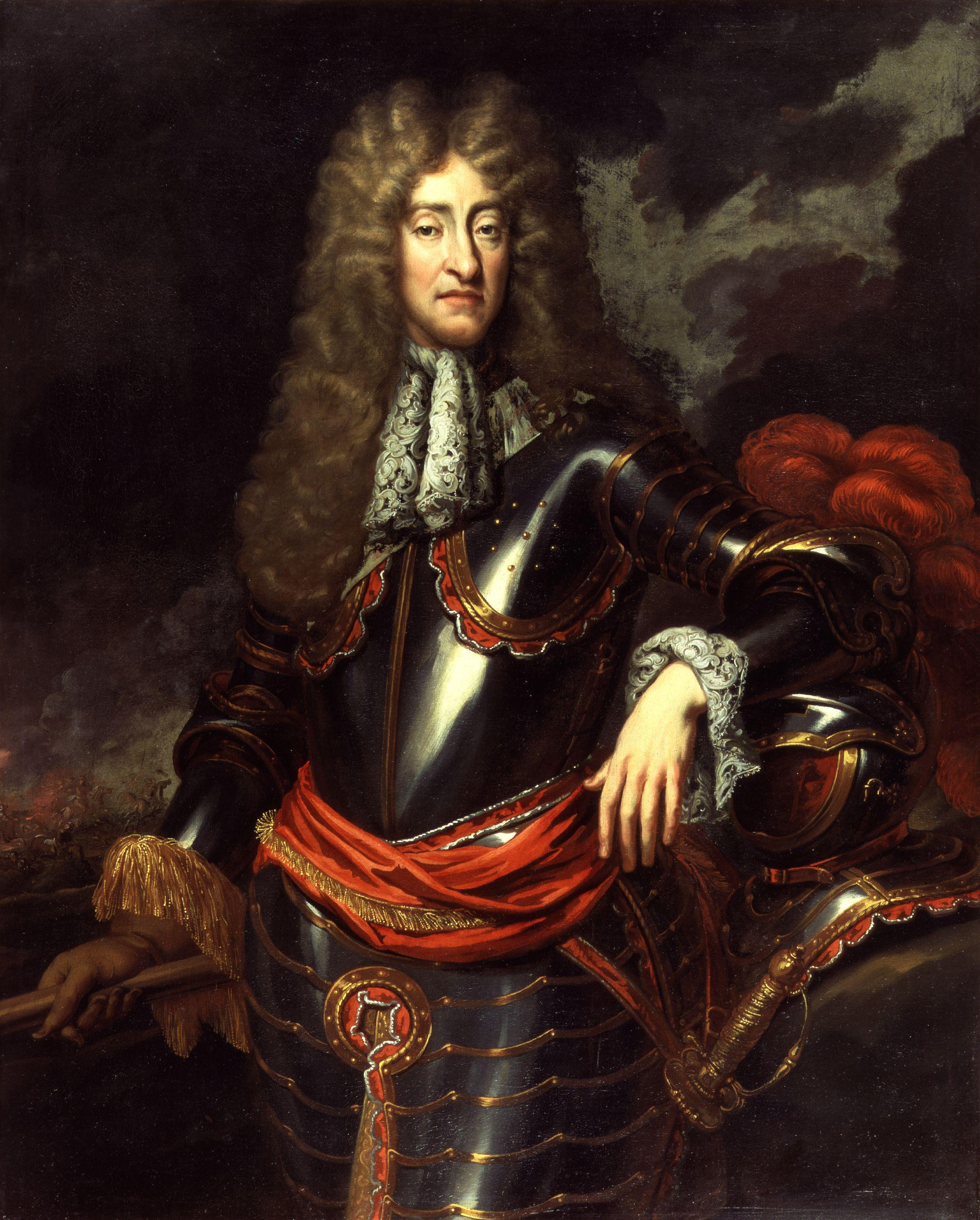
Jaime c. 1690, autor desconhecido, na National Portrait Gallery

### Guerra na Irlanda
Jaime desembarcou na Irlanda em março de 1689 com a ajuda de tropas francesas. O parlamento irlandês não seguiu o mesmo exemplo que o inglês; declarou que Jaime permanecia como rei e aprovou um grande bill of attainder contra todos que se rebelaram contra ele. A pedido de Jaime, os irlandeses aprovaram um Ato pela Liberdade de Consciência que garantia liberdade religiosa para todos os católicos e protestantes na Irlanda. Ele trabalhou para construir um exército no país, porém acabou sendo derrotado na Batalha do Boyne em 1 de julho de 1690 por Guilherme, que pessoalmente liderou um exército para derrotá-lo e reafirmar o controle inglês. Jaime fugiu novamente para a França, partindo de Kinsale, nunca mais retornando para nenhum de seus antigos reinos. Por ter desertado seus apoiadores irlandeses, Jaime ficou conhecido na Irlanda como Séamus an Chaca, ou "Jaime, o Merda". Ao contrário da percepção popular, Breandán Ó Buachalla afirmou que a "poesia política irlandesa na maior parte do século XVIII é essencialmente poesia jacobita", e tanto ele quanto Éamonn Ó Ciardha falaram que Jaime e seus sucessores jacobitas tiveram um papel central como figuras messiânicas durante o século XVIII para todas as classes sociais na Irlanda.

### Retorno ao exílio e morte

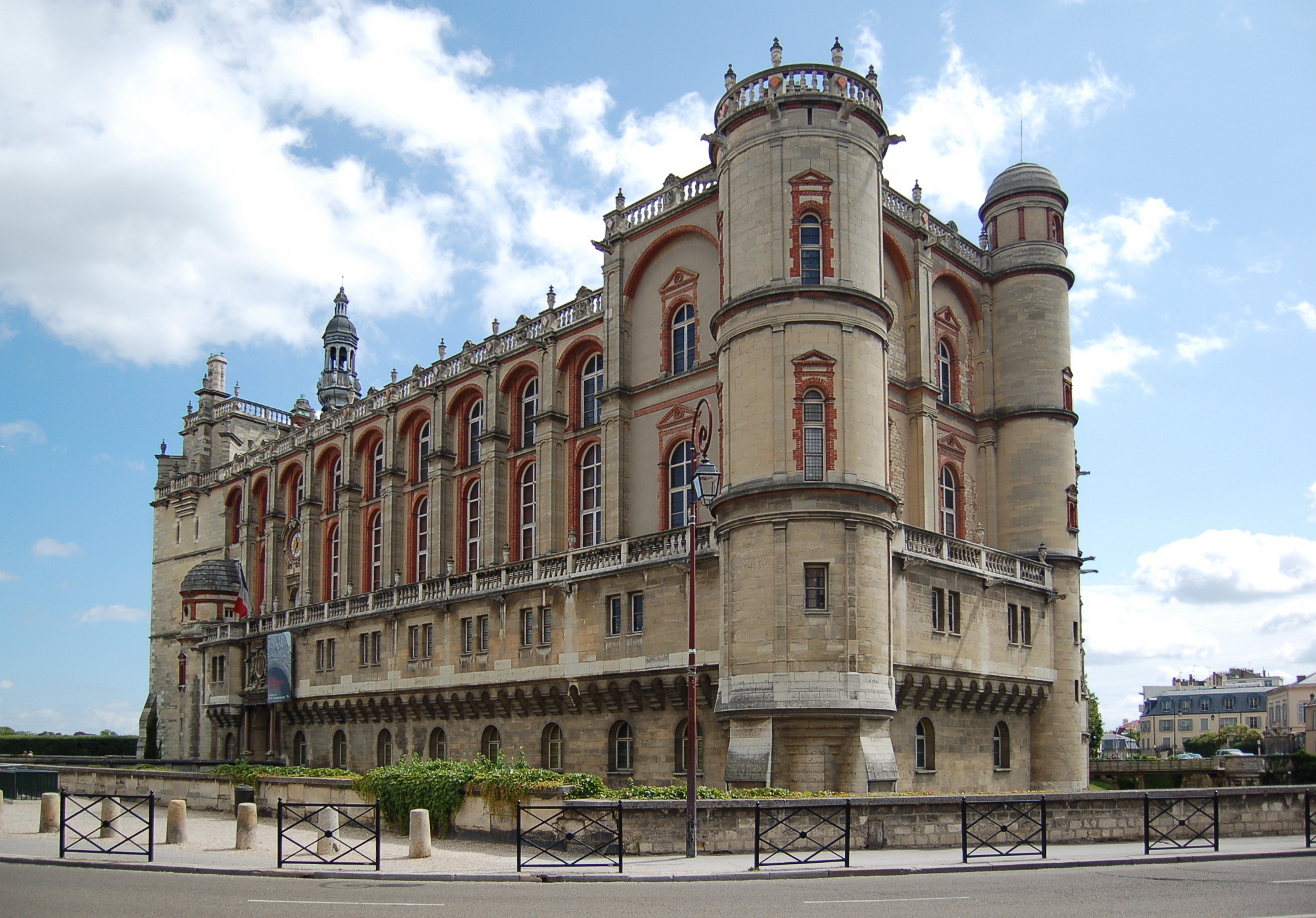
O Castelo de Saint-Germain-en-Laye, residência de Jaime durante seus últimos anos de vida

Na França, foi permitido que Jaime vivesse no Castelo de Saint-Germain-en-Laye. Sua esposa e alguns de seus apoiantes fugiram junto dele, incluindo João Drummond, 1.º Conde de Melfort; a maioria, mas não todos, eram católicos. Luísa Maria Teresa Stuart, sua última filha, nasceu em 1692. Alguns de seus aliados na Inglaterra tentaram assassinar Guilherme para restaurá-lo em 1696, porém o plano falhou e a repercussão fez a causa de Jaime menos popular. A oferta de Luís XIV para elegê-lo Rei da Polônia no mesmo ano foi rejeitada, já que Jaime temia que a aceitação da coroa polonesa (na mente do povo inglês) iria deixá-lo incapaz de ser rei da Inglaterra. Depois de Luís ter feito a paz com Guilherme em 1697, ele deixou de oferecer muita ajuda a Jaime.
Jaime viveu como um austero penitente durante seus últimos anos. Ele escreveu um memorando ao seu filho aconselhando-o em como governar a Inglaterra, especificando que católicos deveriam possuir um secretário de estado, um comissário do tesouro e um secretário de guerra com a maioria dos oficiais do exército.
Jaime morreu de hemorragia cerebral no dia 16 de setembro de 1701 em Saint-Germain-en-Laye. Seu corpo foi colocado em um caixão na Capela de Santo Edmundo na Igreja dos Beneditinos Ingleses em Paris, com a oração funerária sendo realizada por Henrique-Emanuel de Roquette. Jaime não foi enterrado, mas sim colocado em uma das capelas laterais da igreja. Velas foram mantidas acesas ao redor de seu caixão até a Revolução Francesa. Em 1734, o Arcebispo de Paris recebeu evidências para apoiar a canonização de Jaime, porém nada resultou. Sua sepultura foi atacada por rebeldes durante a Revolução Francesa.

## Sucessão

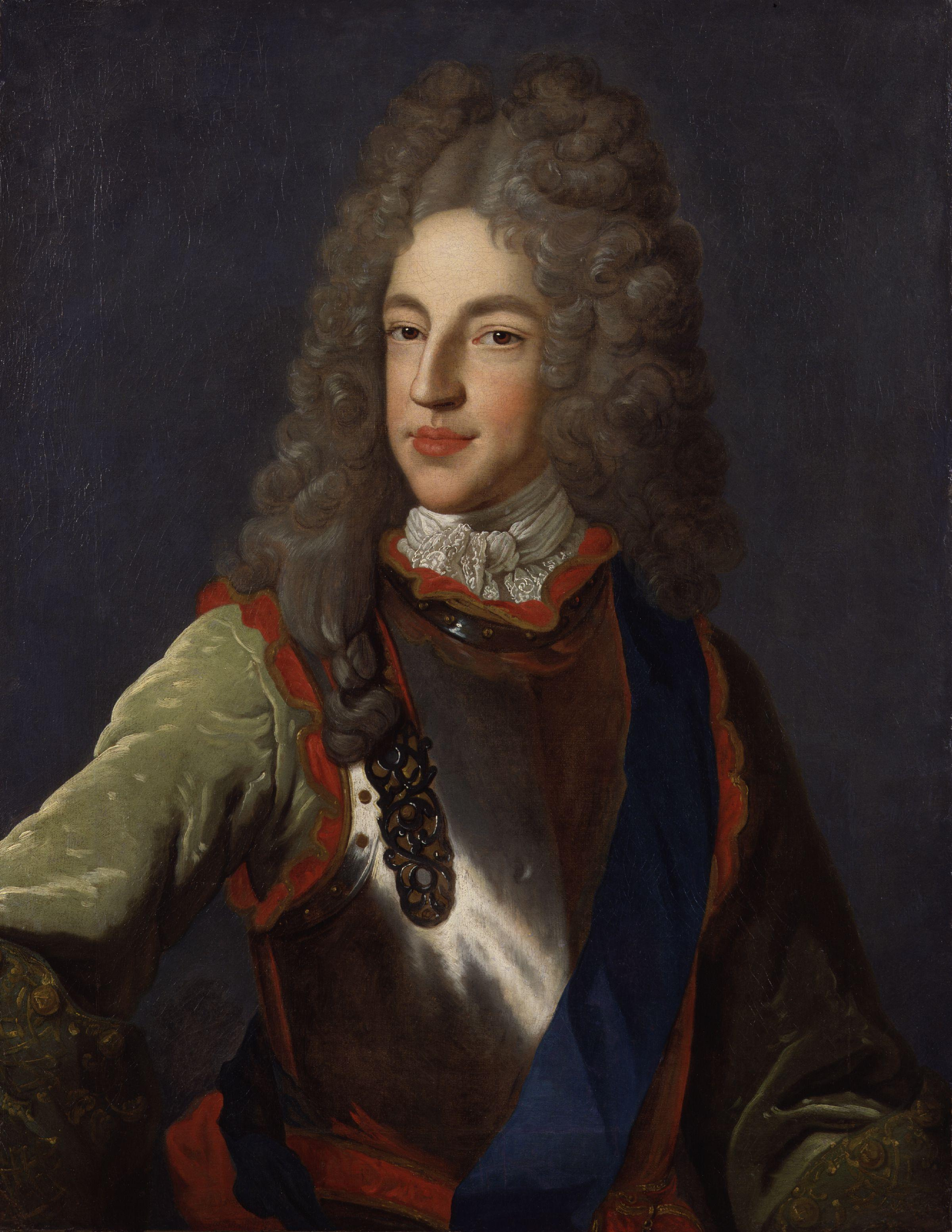
Jaime Francisco Eduardo c. 1712, por Alexis Simon Belle, na National Portrait Gallery

Sua filha Maria havia morrido em 1694, enquanto sua filha Ana ascendeu ao trono em 1702 após a morte de Guilherme. O Decreto de Estabelecimento de 1701 dizia que, no caso da extinção da linha sucessória ditada pela Declaração de Direitos, a coroa passaria para a eleitora Sofia de Hanôver e seus herdeiros protestantes. Sofia era neta do rei Jaime VI & I através de Isabel da Boémia, irmã de Carlos I. Assim, quando Ana morreu em 1714, menos de dois meses depois da morte de Sofia, a coroa foi herdada por Jorge I Luís, Eleitor de Hanôver, filho de Sofia e primo distante de Ana.
Jaime Francisco Eduardo foi reconhecido rei "Jaime III & VIII" após a morte de seu pai por Luís XIV e os apoiadores restantes de Jaime. Ele liderou um levante na Escócia em 1715, pouco depois da ascensão de Jorge I, porém foi derrotado. Os jacobitas rebelaram-se novamente em 1745, durante o reinado de Jorge II, liderados por Carlos Eduardo Stuart, filho de Jaime Francisco Eduardo, porém foram derrotados novamente. Desde então, nenhuma outra grande tentativa de restaurar a linhagem Stuart ocorreu. A reivindicação de Carlos passou para seu irmão mais novo Henrique Benedito Stuart, o decano do colégio dos cardeais da Igreja Católica. Henrique foi o último dos descendentes legítimos de Jaime e nenhum outro parente reivindicou a causa jacobita desde sua morte em 1807.

## Historiografia
Análises históricas de Jaime foram um pouco revisitadas desde que historiadores Whigs, liderados por Thomas Babington Macaulay, o definiram como um absolutista cruel e seu reinado como "tirania que se aproximou de insanidade". Acadêmicos posteriores, como G. M. Trevelyan e David Ogg, apesar de mais equilibrados que Macaulay, ainda caracterizavam Jaime como tirano, suas tentativas de tolerância religiosa como fraudes e seu reinado como uma aberração durante a história britânica. Adolphus William Ward escreveu em 1892 para o Dictionary of National Biography que Jaime era "obviamente um fanático político e religioso", embora nunca desprovido de "uma veia de sentimento patriótico"; "sua conversão à igreja de Roma fez os objetivos de sua política de governo a emancipação de seus companheiros católicos em primeira instância, e a recuperação da Inglaterra para o catolicismo em segunda.

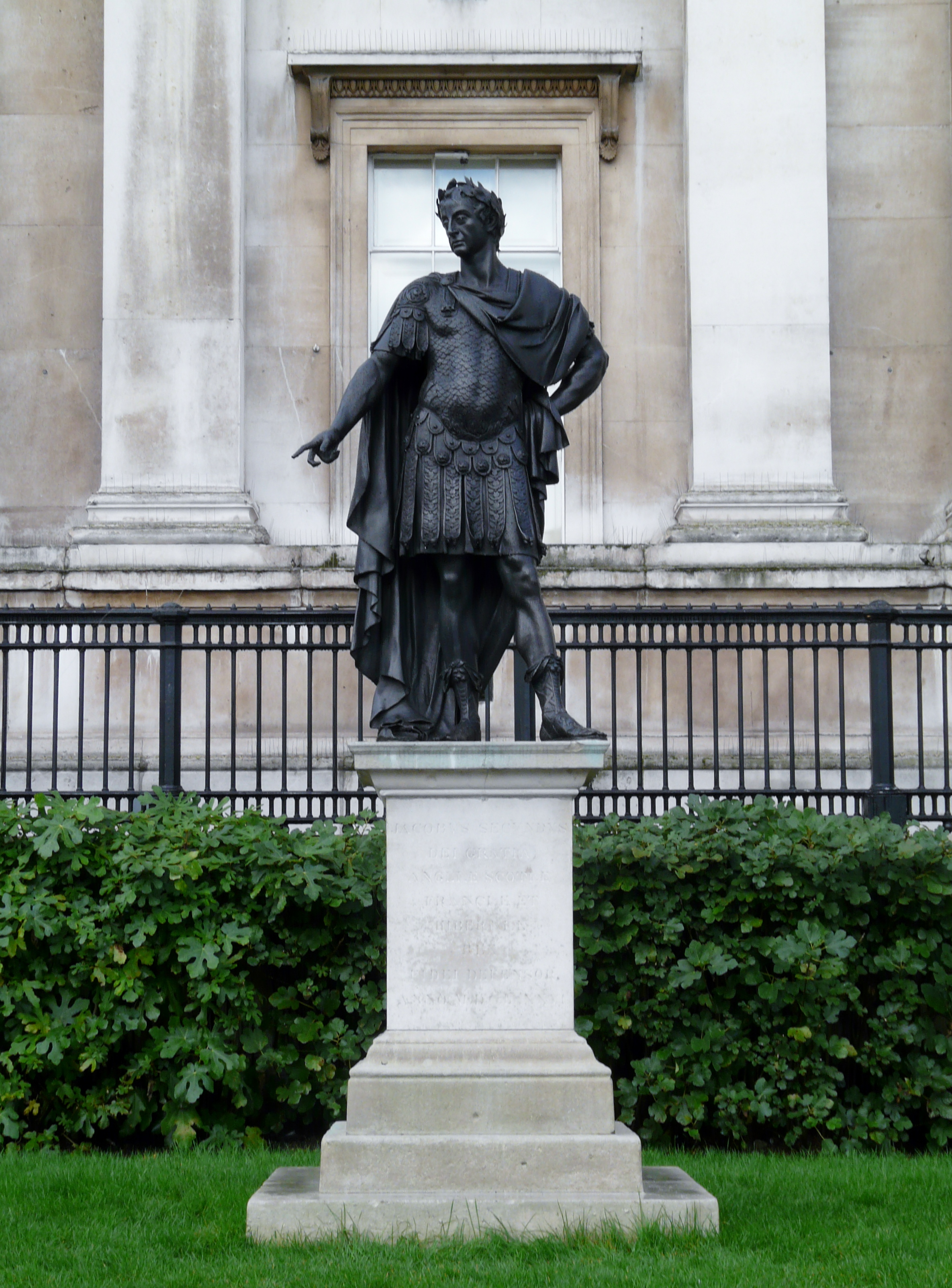
Estátua de Jaime vestido como general romano, na Trafalgar Square. Erguida por Grinling Gibbons em 1686, originalmente no Palácio de Whitehall

Hilaire Belloc, um católico, quebrou essa tradição em 1928, mostrando Jaime como um homem honroso e um verdadeiro defensor da liberdade de consciência, e que seus inimigos eram "homens no pequeno grupo de grandes fortunas ... que destruíram a antiga monarquia dos ingleses". Entretanto, ele observou que o rei "concluiu que a Igreja Católica era a única voz autorizada no mundo, e daí em diante ... ele não apenas manteve-se firme contra a entrega, mas em nenhuma ocasião contemplou o mínimo acordo ou por palavra modificar a impressão causada". Nas décadas de 1960 e 1970, Maurice Ashley e Stuart Prall começaram a reconsiderar os motivos de Jaime ao garantir tolerância religiosa, ainda sim salientando seu governo autocrático. Historiadores modernos distanciaram-se dessa escola de pensamento e pregaram a contínua marcha do progresso e democracia, com Ashley falando que a "história é, afinal, a história de seres humanos e indivíduos, além das classes e massas". Ele afirma que Jaime e Guilherme eram "homens de ideais e também de fraquezas humanas". John Miller em 2000 aceitou as afirmações do absolutismo de Jaime, porém discutiu que "sua principal preocupação era de assegurar liberdade religiosa e igualdade civil para católicos. Quaisquer 'métodos' absolutistas ... eram essencialmente meios para o fim". Em 2004, W. A. Speck escreveu no novo Oxford Dictionary of National Biography que "Jaime era genuinamente comprometido com a tolerância religiosa, porém também procurou aumentar o poder da coroa". Ele adicionou que, diferentemente do governo nos Países Baixos, "Jaime era muito autocrático para combinar liberdade de consciência com governo popular. Ele resistiu a qualquer controle sobre o poder do monarca. É por isso que seu coração não estava nas concessões que fez em 1688. Ele preferia viver em exílio com seus princípios que continuar a reinar como um monarca limitado".
As conclusões de Tim Harris, em seu livro de 2006, resumem a ambivalência dos estudiosos modernos com Jaime:
| “ | O júri, sem dúvida, permanecerá em Jaime por um longo tempo ... Era ele um fanático egoísta? ... um tirano que passou por cima da vontade da maioria de seus súditos (pelo menos na Inglaterra e Escócia) sem consideração? ... simplesmente ingénuo, ou até mesmo estúpido, incapaz de apreciar as realidades do poder político? ... Ou era ele um governante bem intencionado e até mesmo esclarecido – um déspota esclarecido bem a frente de seu tempo, talvez – que estava meramente tentando fazer aquilo que achava melhor para seus súditos? | ” |

Steven Pincus confrontou essa ambivalência acadêmica em 2009. Ele afirma que o reinado de Jaime deve ser entendido dentro de um contexto de mudanças econômicas e nas políticas europeias, fazendo duas grandes asserções sobre Jaime. A primeira é que ele propositalmente "seguiu o rei-sol francês, Luís XIV, ao tentar criar um regime católico moderno. Isso envolvia não apenas catolizar a Inglaterra ... mas também criar uma aparelho de estado moderno, centralizador e extremamente burocrático". A segunda é que Jaime se desfez em 1688 não tanto pela reação protestante contra a catolização, mas sim por uma reação hostil nacional contra seu aparelho estatal, tributação e burocracia intrusiva, expressado por um grande apoio popular a invasão armada de Guilherme III de Orange. Pincus não apresenta Jaime como ingênuo, estúpido ou egoísta. Ao invés disso, ele o mostra como um monarca inteligente, pensador e estrategicamente motivado cuja visão para uma aliança e modelo autoritário político francês foram de encontro, e perderam, para visões alternativas que favoreciam o modelo econômico empreendedor holandês, temiam o poderio francês e ficaram indignados por seu autoritarismo.
Scott Sowerby contrapôs a tese de Pincus em 2013. Ele percebeu que os impostos ingleses permaneceram baixos durante o reinado de Jaime, ficando em 4% da renda nacional inglesa, assim era improvável que ele conseguiria construir um estado burocrático aos moldes da França de Luís XIV, onde os impostos eram pelo menos duas vezes mais altos. Sowerby também argumenta que as políticas de Jaime de tolerância religiosa atraíram substancial apoio dos não-conformistas religiosos, incluindo quakers, batistas, congregacionalistas e presbiterianos, que foram conquistados pelo avanço do rei em direção a uma nova "Magna Carta pela liberdade de consciência". Na opinião de Sowerby, o rei foi deposto principalmente pelos temores das elites inglesas e holandesas que Jaime pudesse estar se aliando com Luís XIV em uma suposta "liga santa" para destruir o protestantismo no norte da Europa.

## Títulos, estilos, honras e brasões

### Títulos e estilos

Monograma de Jaime

- 14 de outubro de 1633 – 10 de maio de 1659: "Sua Alteza Real, o Duque de Iorque"[159]
- 10 de maio de 1659 – 31 de dezembro de 1660: "Sua Alteza Real, o Duque de Iorque e Conde de Ulster"[159]
- 31 de dezembro de 1660 – 6 de fevereiro de 1685: "Sua Alteza Real, o Duque de Iorque e Albany e Conde de Ulster"[159]
- 6 de fevereiro de 1685 – 16 de setembro de 1701: "Sua Majestade, o Rei"

Seu título oficial e completo na Inglaterra era: "Jaime Segundo, pela Graça de Deus, Rei da Inglaterra, Escócia, França e Irlanda, Defensor da Fé, etc.". O título de "da França" era apenas nominal e foi usado por todos os monarcas ingleses desde Eduardo III até Jorge III. Na Escócia, ele era: "Jaime Sétimo, pela Graça de Deus, Rei da Escócia, Inglaterra, França e Irlanda, Defensor da Fé, etc.". Jaime também foi criado Duque da Normandia por Luís XIV de França em 31 de dezembro de 1660.

### Honras
- KG: Cavaleiro da Jarreteira, 20 de abril de 1642.[159]

### Brasões
Como Duque de Iorque, o brasão de armas de Jaime eram as armas reais diferenciadas por um lambel argente de três pés arminhos. Como rei, seu brasão era: esquartelado, I e IV esquartelado, azure três flores-de-lis or (pela França) e goles três leões passant guardant em pala (pela Inglaterra); II or um leão rampant dentro de um treassure flory-contra-flory goles (pela Escócia); III azure, uma harpa or com cordas argente (pela Irlanda).
| Brasão de Jaime, Duque de Iorque (1633–1648) | Brasão de Jaime, Duque de Iorque (1648–1685) | Brasão de Jaime II da Inglaterra | Brasão de Jaime VII da Escócia |

## Descendência
| Nome                                         | Nascimento             | Morte                  | Notas |
| -------------------------------------------- | ---------------------- | ---------------------- | --- |
| Com Ana Hyde                                 |                        |                        | |
| Carlos, Duque de Cambridge                   | 22 de outubro de 1660  | 5 de maio de 1661      | Morreu de varíola aos sete meses. |
| Maria II de Inglaterra                       | 30 de abril de 1662    | 28 de dezembro de 1694 | Casou-se com Guilherme III & II, sem descendência. |
| Jaime, Duque de Cambridge                    | 12 de julho de 1663    | 20 de junho de 1667    | Morreu de peste bubônica. |
| Ana da Grã-Bretanha                          | 6 de fevereiro de 1665 | 1 de agosto de 1714    | Casou-se com Jorge da Dinamarca, sem descendência. |
| Carlos, Duque de Kendal                      | 4 de julho de 1666     | 22 de maio de 1667     | Morreu de convulsões. |
| Edgar, Duque de Cambridge                    | 14 de setembro de 1667 | 8 de junho de 1671     | |
| Henriqueta                                   | 13 de janeiro de 1669  | 15 de novembro de 1669 | |
| Catarina                                     | 9 de fevereiro de 1671 | 5 de dezembro de 1671  | |
| Com Maria de Módena                          |                        |                        | |
| Catarina Laura                               | 10 de janeiro de 1675  | 3 de outubro de 1675   | Morreu de convulsões. |
| Isabel                                       | 28 de agosto de 1676   | 2 de março de 1681     | Morreu na infância. |
| Carlos, Duque de Cambridge                   | 7 de novembro de 1677  | 12 de dezembro de 1677 | Morreu de varíola. |
| Isabel                                       | 1678                   | 1678                   | Morreu imediatamente após o nascimento. |
| Carlota Maria                                | 16 de agosto de 1682   | 16 de outubro de 1682  | Morreu de convulsões. |
| Jaime Francisco Eduardo                      | 10 de junho de 1688    | 1 de janeiro de 1766   | Casou-se com Maria Clementina Sobieska, com descendência.                                                                                                |
| Luísa Maria Teresa                           | 28 de junho de 1692    | 20 de abril de 1712    | Morreu solteira e sem descendência. |
| Com Arabella Churchill                       |                        |                        | |
| Henriqueta FitzJames                         | 1667                   | 3 de abril de 1730     | Casou-se com Henrique Waldegrave, 1.º Barão de Waldegrave, com descendência. Casou-se com Piers Butler, 3.º Visconde de Galmoye, sem descendência.       |
| Jaime FitzJames, 1.º Duque de Berwick        | 21 de agosto de 1670   | 12 de junho de 1734    | Casou-se com Honora de Burgh, com descendência. Casou-se com Ana Bulkeley, com descendência.                                                             |
| Henrique FitzJames, 1.° Duque de Albemarle   | 6 de agosto de 1673    | 16 dezembro de 1702    | Casou-se com Maria Gabriela de Lussan, com descendência.                                                                                                 |
| Arabella FitzJames                           | 1674                   | 7 de novembro de 1704  | Tornou-se uma freira com o nome de Inácia. |
| Com Catherine Sedley, Condessa de Dorchester |                        |                        | |
| Catarina Darnley                             | c. 1681                | 13 de março de 1743    | Casou-se com Jaime Annesley, 3.º Conde de Anglesey, com descendência. Casou-se com João Sheffield, 1.º Duque de Buckingham e Normanby, com descendência. |
| Jaime Darnley                                | 1684                   | 1685                   | |
| Carlos Darnley                               |                        |                        | Morreu jovem. |